# Claudio Leonardi

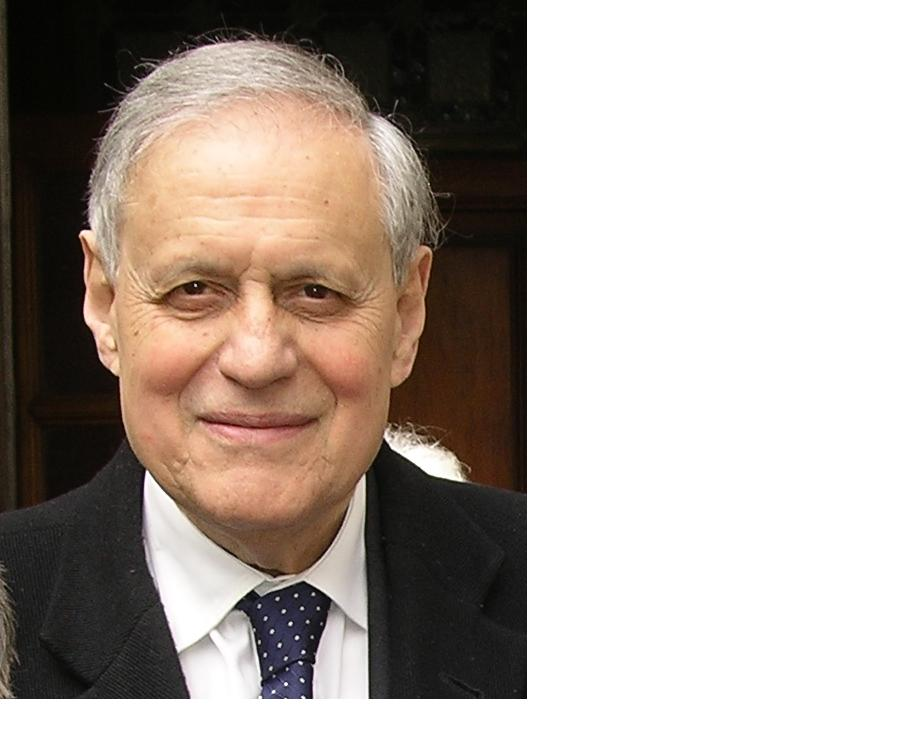
Claudio Leonardi al CISAM Spoleto

Claudio Leonardi (Sacco di Rovereto, 17 aprile 1926 – Firenze, 21 maggio 2010) è stato uno storico e latinista italiano, specializzato nello studio della letteratura latina medievale.

## Biografia
Laureatosi con Ezio Franceschini all'Università Cattolica del Sacro Cuore, studiò poi con Gianfranco Contini a Friburgo e lavorò come scriptor nella Biblioteca Apostolica Vaticana. A Roma aveva costruito un sodalizio intellettuale con Gustavo Vinay, ereditandone la direzione di Studi Medievali (tenuta dal 1970 al 2002), rivista del Centro italiano di studi sull'alto medioevo.
Iniziò ad insegnare nell'università relativamente tardi, nel 1968: fu docente  a Lecce, Perugia, Siena (nella sede di Arezzo) e infine a Firenze, dove aveva fondato e diretto il Dipartimento di "Studi sul Medioevo e Rinascimento"  e dove visse per lungo tempo.
Membro dell'Accademia dei Lincei, dell'Unione accademica nazionale, della British Academy, fondò e presiedette la Fondazione Ezio Franceschini e la Società internazionale per lo studio del medioevo latino, con sede nella Certosa del Galluzzo, diventata uno dei centri di ricerca medievistica più importanti del mondo, dove si è creata una preziosa biblioteca specializzata, frequentata da decine di giovani studiosi, il cui catalogo Archiviato il 13 aprile 2013 in Archive.is. è disponibile online.
A lui si deve l'invenzione di "Medioevo Latino", repertorio dedicato agli autori e ai testi medievali, per il quale Leonardi cominciò a pensare a quello a cui nessuno trent'anni fa prevedeva, ossia che le nuove tecnologie avrebbero cambiato il volto dell'erudizione. L'erudizione è necessaria perché ci mette in condizioni di arrivare alle fonti, ma per affrontare le fonti bisogna riconoscervi un senso. Dopo le prime pubblicazioni sulla fortuna manoscritta di Marziano Capella, Leonardi aveva curato l'edizione degli atti dei concili ecumenici medievali, quella della Lettera d'oro di Guglielmo di Saint-Thierry e un catalogo di codici vaticani latini. Ma ha dedicato studi significativi soprattutto all'agiografia latina, campo nel quale aveva formulato la teoria innovativa del “modello agiografico” superando la contrapposizione fra studi positivistici e studi devozionali, e alla mistica femminile, su cui aveva promosso con Giovanni Pozzi e Gianni Baget Bozzo un fecondo filone di studi.
Nello stesso periodo, per la Fondazione Lorenzo Valla curò tre volumi di testi teologici latini dedicati a Il Cristo e più recentemente i primi due della serie sulla Letteratura francescana, di cui stava preparando il terzo su Bonaventura da Bagnoregio. Diresse Il Grande Dizionario della Santità delle Edizioni San Paolo, e ha fondato l'unico repertorio bibliografico internazionale sugli studi relativi al Medioevo Latino, pubblicato negli ultimi anni dalla casa editrice da lui promossa (Edizioni del Galluzzo) e diventata uno dei punti di riferimento del settore. Con Enrico Menestò e Guglielmo Cavallo ha coordinato la più vasta storia della letteratura mediolatina, "Lo Spazio letterario del Medioevo. 1. Il Medioevo latino" (Salerno Editrice, 6 volumi), che ha generato un impulso decisivo per gli studi nel settore, e a sua cura è anche il manuale di letteratura mediolatina più studiato nell'università, "Letteratura latina medievale". Molti suoi saggi di taglio storiografico e letterario sono stati raccolti nei volumi "Medioevo Latino. La cultura dell'Europa cristiana" (2004) da Francesco Santi. Con Gianni Baget Bozzo, col quale ha condiviso, fin dai tempi della rivista Renovatio, un'esperienza profonda della fede cristiana e del suo impegno nel mondo, ha scritto "Homo Dei. Racconto di un'esperienza mistica".
Morì a Firenze il 21 maggio del 2010: è sepolto nel Cimitero delle Porte Sante di Firenze. Era sposato con la filologa Anna Maria Chiavacci Leonardi.

## Premi
Nel 1981 la Alexander von Humboldt-Stiftung di Bonn gli assegnò il Foreign Social Science Researcher Prize.

## Opere principali
- I codici di Marziano Capella, in "Aevum", 33-34, 1960
- con Giuseppe Alberigo, Conciliorum aecumenicorum decreta, Basilea, Herder, 1962
- Spiritualità di Ambrogio Autperto (Studi medievali, III s. 9), 1968
- Alle origini della cristianità medievale: Giovanni e Salviano di Marsiglia, Spoleto, CISAM, 1978
- Ezio Franceschini, Bologna, EDB, 1986
- Anastasio Bibliotecario in The Sacred Nectar of the Greeks: the study of Greek in the West in the Early Middle Ages, Londra, King's College London Medieval Studies, 1988
- con Francesco Santi, Macchine per leggere. Tradizioni e nuove tecnologie per comprendere i testi, Spoleto, CISAM, 1994
- Homo Dei. Resoconto di un'esperienza mistica, Firenze, SISMEL Edizioni del Galluzzo, 2001
- La Bibbia nell'interpretazione delle donne, Firenze, SISMEL Edizioni del Galluzzo, 2001
- Letteratura latino-medievale (secoli VI-XV). Un manuale, Firenze, SISMEL Edizioni del Galluzzo, 2002
- La letteratura francescana, vol. I: Francesco e Chiara d'Assisi, Fondazione Lorenzo Valla - Mondadori, 2002
- con Vera Fortunati, Pregare con le immagini. Il Breviario di Caterina Vigri, Firenze, SISMEL Edizioni del Galluzzo, 2004
- La letteratura francescana, vol. II: Le vite antiche di S. Francesco, Fondazione Lorenzo Valla - Mondadori, 2005
- A proposito di Giovanna Maria della Croce. Rivelazioni. Libri secondo e terzo a laude di Dio